# Salisbury (Dominique)
Pour les articles homonymes, voir Salisbury.
Salisbury est une ville de la Dominique, située dans la paroisse de Saint-Joseph.